# Dimery
Dimery – najprostsze oligomery. Składają się tylko z dwóch merów (elementów łańcucha). Są efektem dimeryzacji, tj. połączenia dwóch jednakowych cząsteczek.
Dimery można otrzymać w wyniku reakcji dwóch związków, z których każdy ma tylko jedną grupę funkcyjną zdolną do polimeryzacji. Np. kondensacja trimetylosilanolu:
Me3SiOH + HOSiMe3 → Me3SiOSiMe3 + H2O
W przypadku użycia związków posiadających po dwie grupy funkcyjne zdolne do polimeryzacji, zazwyczaj bardzo trudno jest zatrzymać reakcję na etapie dimeru i w rezultacie otrzymuje się mieszaninę oligomerów, lub, przy sprzyjających warunkach polimer o wysokiej masie cząsteczkowej
Me2Si(OH)2 + (HO)2SiMe2 → HOMe2SiOSiMe2OH – dimer
HOMe2SiOSiMe2OH + (HO)2SiMe2 → HOMe2SiOSiMe2OSiMe2OH – trimer
HOMe2SiOSiMe2OSiMe2OH + (HO)2SiMe2 → HOMe2SiOSiMe2OSiMe2OSiMe2OH – tetramer
itd, aż do HOMe2SiO[SiMe2O]nSiMe2OH (n>100) – polimer
Niektóre dwufunkcyjne związki organiczne, np. α-hydroksykwasy mają zdolność do samorzutnej cyklizacji, prowadzącej do utworzenia, trwałych cyklicznych dimerów (w przypadku dimeryzacji α-hydroksykwasów są to laktydy). To, czy dany związek dwufunkcyjny wykazuje tendencję do cyklizacji do dimeru (lub wyższych oligomerów), czy raczej do polimeryzacji zależy od wielu różnych czynników wynikających z samej struktury związków, a także od warunków prowadzenia reakcji. Zwykle związki, których dimeryzacja prowadzi do powstania ugrupowań cyklicznych, w których występuje 6 lub 8 atomów wykazują większą tendencję do cyklizacji niż związki których dimeryzacja prowadzi do większych od 8- lub mniejszych od 6-członowych cykli. Cyklizacji do dimerów sprzyja też prowadzenie reakcji w dużym rozcieńczeniu.
Dimery, podobnie jak wszystkie oligomery, mają zwykle pośrednie właściwości fizyczne między monomerem a w pełni wykształconym polimerem.